# Leonid (cráter)

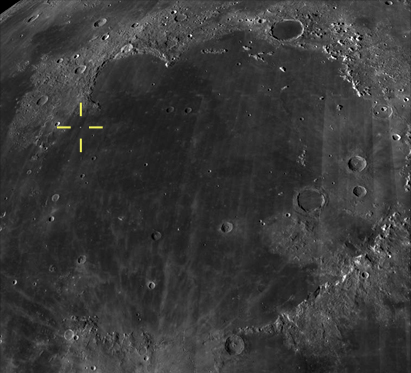
Leonid es uno de los doce cráteres lunares localizados en el noroeste del Mare Imbrium

Leonid es un cráter localizado en la parte noroeste del Mare Imbrium, en el sector noroeste del lado visible de la Luna. Se encuentra al oeste de Kolya y casi tangente al sureste de Albert. Más distantes hacia el sur se encuentran Valera y Borya.
Los elementos más destacables de la zona son el Promontorium Heraclides (30 km al norte) y el cráter C. Herschel (150 km al sur-sureste) del área explorada por el Lunojod 1.

## Descripción
Recibió el nombre masculino ruso de origen griego "Leonid", aprobado por la IAU el 14 de junio de 2012. Es uno de los doce cráteres por los que pasó el Lunojod 1, y uno de los más pequeños.
Fue localizado el 17 de marzo de 2010 por Albert Abdrakhimov, basándose en una fotografía tomada por el LRO.